# Sebastián Zurita
Sebastián Zurita Bach (Cidade do México, 22 de novembro de 1986) é um ator mexicano de telenovelas. Seu gosto pela atuação e o meio artístico está no sangue, já que ele é filho dos atores, o mexicano Humberto Zurita e a argentina Christian Bach.

## Biografia
Sua primeira experiência como ator na televisão, foi ainda como um garotinho na telenovela Cañaveral de pasiones na primeira etapa sendo 'Pablo Montero' papel que na segunda etapa o personagem adulto foi de Juan Soler atuando como protagonista junto a Daniela Romo, apesar de sua mãe ser uma das produtoras da telenovela, ela não estava de acordo, porque não quería que ele descuidasse da escola, mas Sebastián queria tanto atuar, que rla deixo que ele tivesse o papel.
Após este personagem, lhe ofereceram mais papéis em diferentes projectos, mas seus pais insistiram para que Sebastián se dedicasse totalmente a escola e ter uma infância normal, até tomar uma decisão plena ao completar a maioridade.
Em sua adolescência aprendeu a tocar bateria e descobriu muito que gostava, formando uma banda de rock chamada 'Surrelam' junto com seus amigos, mas teve que abandonar em 2002, quando foi a viver em Miami com seus pais e seu irmão Emiliano.
No ano de 2007, Sebastián foi morar em Los Angeles para estudar interpretação na escola 'Lee Strasberg Theater and Film Institute'. Já em 2008, participou no cinema do filme de gênero fantasioso 'Un ángel caído', no qual interpretou 'Liut' filho de um anjo e uma mortal, neste filme também atuaram seu pai e se irmão.
Antes de retornar ao México, ele estudou 'Negócios Internacionais', na Florida International University. Foi em outubro de 2008, que Sebastián foi convidado para atuar no elenco da telenovela juvenil En nombre del amor, como protagonista compartilhando cenas com a atriz Allison Lozano.
No início de 2009, ele iniciou as filmagens de 'Me olvidarás', no qual interpreta o filho de um casal gay. Esse filme causou muita polêmica no México por sua temática, no mesmo ano atuou ao lado de Angelique Boyer em Corazón Salvaje, interpretando Gabriel.
Em 2010, o ator interpretou Rafael na novela Cuando me enamoro.
Em 2012, o ator estava cotado para ser o protagonista Damián na novela Abismo de Pasión, porém foi dispensado por se tratar um homem muito jovem para o papel, sendo substituído por David Zepeda. Se fosse confirmado na trama, seria sua segunda novela a qual faria par romântico com Angelique Boyer.
Ficou afastado da TV por 4 anos, até que retornou na rede americana Telemundo, na pele de Eduardo, em La impostora.
Em 2015, retorna a Televisa, na novela Lo Imperdonable.
Sebastián gosta de esportes; é faixa preta de Taekwondo, joga hockey e esteve na seleção do México, pratica esgrima, equitação, futebol, wakeboard, snowboard, natação e esquí.

## Vida pessoal
Em agosto de 2009 Sebatián interpreta o jovem ‘Gabriel Aldama’ na produção de Salvador Mejía Alejandre, o quarto remake da telenovela Corazón Salvaje sendo o par romântico com a atriz Angelique Boyer, a imprensa chegou a cogitar que ambos estariam namorando mas tanto Sebastián quanto Angelique negaram o fato. Em março de 2010 Sebastián, confirmou a imprensa no México o namoro com a atriz, dizendo estar muito satisfeito com sua carreira e a vida pessoal. O relacionamento terminou tempos depois.
Em outubro de 2010 ficou noivo da atriz Grettell Valdez, com quem participou na novela Lo imperdonable. O casal terminou o relacionamento em dezembro de 2011.

## Trabalhos

### Telenovelas
- Lo Imperdonable (2015) ... Pablo Hidalgo
- La Impostora (2014) ... Eduardo
- Cuando me enamoro (2010) ....  Rafael Gutiérrez De La Fuente
- Corazón Salvaje (2009) .... Gabriel Aldama
- En nombre del amor (2008) .... Emiliano Saénz Noriega / Ferrer Noriega
- Cañaveral de pasiones (1996) ..... Pablo Montero (criança)

### Séries
- Mujeres Asesinas 3 (2010) .... Franco Palácios
- El juego de las llaves (2019) .... Sergio Morales

### Cinema
- Si yo fuera tú (2018)
- Cómo cortar a tu patán (2017)
- Juego de Héroes (2016)
- Amor de mis amores (2014)
- Eddie Reynolds y los ángeles de acero (2014)
- Un, dos tres por todos mis amores (2013)
- Ciudadano Buelna (2013)
- Ángel caído (2010)
- Un elegante en banda (1990)

## Prêmios e Nominações
- 2009: La revista People en español lo nombró como uno de "Los 50 más bellos".[6]

### Prêmios TVyNovelas
| Ano  | Categoria             | Telenovela         | Resultado |
| ---- | --------------------- | ------------------ | --------- |
| 2010 | Melhor Ator Revelação | En nombre del amor | Venceu    |

### People en Español
| Ano  | Categoria                        | Telenovela         | Resultado |
| ---- | -------------------------------- | ------------------ | --------- |
| 2010 | Melhor Ator/Atriz Juvenil        | Corazón salvaje    | Indicado  |
| 2009 | Melhor Casal (con Allisson Lozz) | En nombre del amor | Indicado  |
| 2009 | Melhor Atriz/Ator Juvenil        | En nombre del amor | Indicado  |

### Premios Diosa de Plata
| Ano  | Categoria   | Filme            | Resultado |
| ---- | ----------- | ---------------- | --------- |
| 2014 | Melhor ator | Ciudadano Buelna | Venceu    |